# Mesotype bicolorata
Mesotype bicolorata là một loài bướm đêm trong họ Geometridae.